# Mengjiang
Il Mengjiang (蒙疆; cinese: pinyin: Měngjiāng; giapponese: Mongkyo) noto anche come Mengkiang o Terra di confine mongola, ufficialmente denominato Governo autonomo unito del Mengjiang, era un'area autonoma nella Mongolia Interna, formata nel 1939 come stato fantoccio dell'Impero del Giappone, poi dal 1940 sotto la sovranità nominale della Repubblica di Nanchino (che era anch'essa uno stato fantoccio). Consisteva delle province precedentemente cinesi di Chahar e Suiyuan, corrispondenti nella parte centrale della moderna Mongolia Interna. È stato chiamato anche Mongukuo o Mengguguo (o Mengkukuo; 蒙古國T; in analogia con Manciukuò, un altro stato fantoccio giapponese in Manciuria). La capitale era Kalgan, da dove governava nominalmente il nobile mongolo Demchugdongrub. Il territorio tornò sotto il controllo cinese dopo la sconfitta dell'Impero giapponese nel 1945.

## Antefatti
Dopo l'occupazione della Manciuria da parte del Giappone nel 1931 e l'istituzione dello stato fantoccio del Manciukuò, il Giappone cercò di espandere la propria influenza in Mongolia e nel nord della Cina. In una serie di azioni, iniziate nel 1933, gli eserciti del Manciukuò e del Giappone occuparono Chahar e nel 1936 si autoproclamò indipendente il Governo militare mongolo, alleato con il Giappone sotto il principe Demchugdongrub. Nel 1936 e nel 1937, operazioni simili a Suiyuan videro anche l'occupazione e l'assorbimento di quella provincia.

## Storia
Costituito il 12 maggio 1936, il governo militare mongolo (蒙古軍政府) ebbe come primo presidente il principe Yondonwangchug di Ulaan Chab. Venne ribattezzato nell'ottobre 1937 come Governo autonomo unito mongolo (蒙古聯盟自治政府). Il 1º settembre 1939 la maggioranza Han dei governi del Chahar meridionale e dello Shanxi settentrionale vennero fusi con il governo autonomo mongolo unito, creando il nuovo Governo autonomo unito del Mengjiang (蒙疆聯合自治政府). La capitale venne stabilita a Zhangbei (Changpei), vicino a Kalgan (Zhangjiakou), con il controllo del governo che si estendeva intorno a Hohhot. Il 4 agosto 1941 venne nuovamente ribattezzato: Federazione Autonoma Mongola (蒙古自治邦).
Nel 1939 Wang Jingwei riorganizzò i resti del governo cinese occupato per uno stato fantoccio giapponese, comunemente indicato come regime di Wang Jingwei, o Governo nazionale riorganizzato, con capitale a Nanchino. Il Mengjiang venne nominalmente incorporato nel regime nel 1940, sebbene rimase autonomo da Nanchino.

Il Mengjiang capitolò nel 1945, quando venne invaso dall'Armata Rossa sovietica e dall'Armata Rossa Mongola come parte dell'operazione offensiva strategica della Manciuria. La maggior parte dell'area, con la notevole eccezione di Kalgan, fa ora parte della Mongolia interna nella Repubblica popolare cinese.

La Mongolia Interna nel 1911
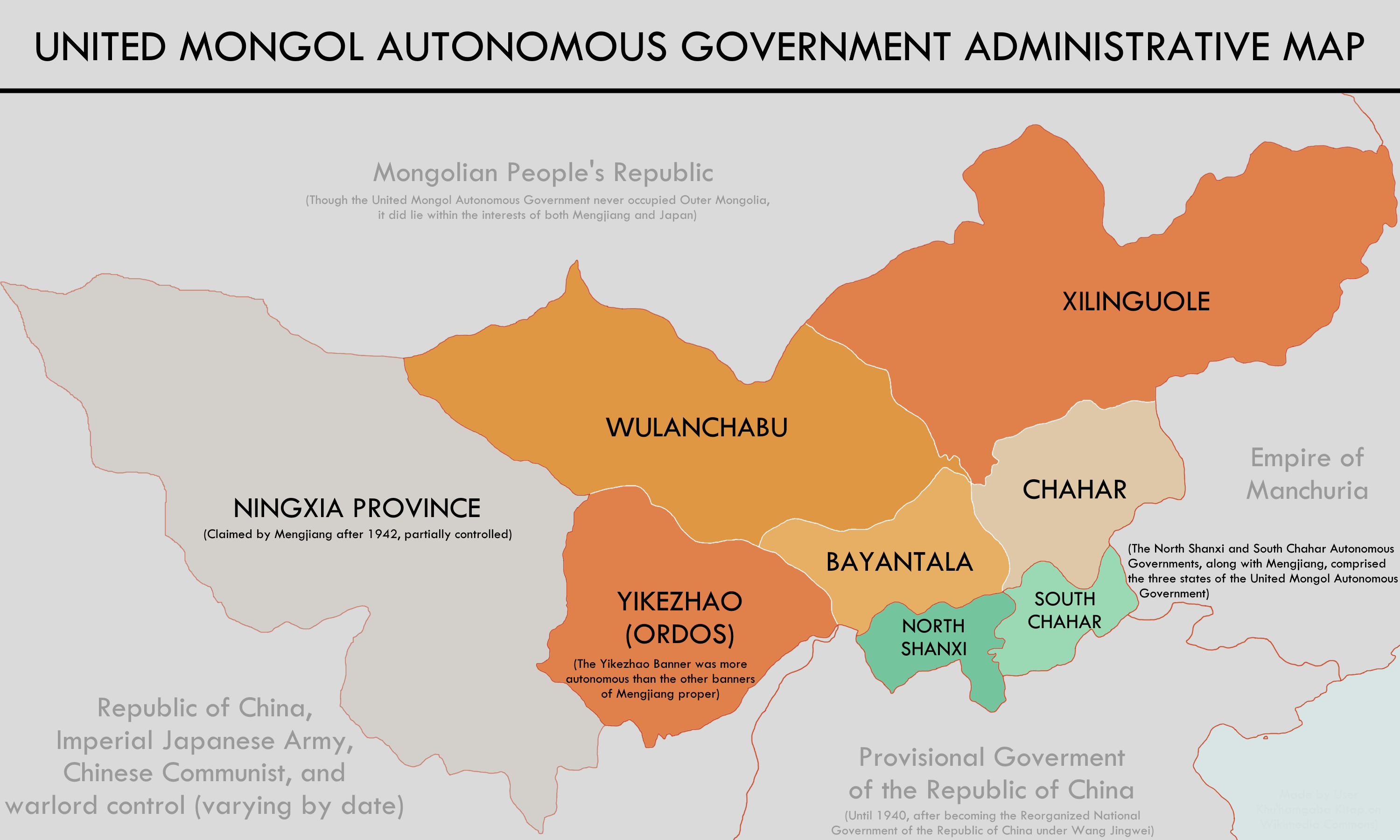
Una mappa del Governo autonomo unito del Mengjiang
Il territorio del governo riformato nella Cina centrale dal 1937 al 1940, quando tutti e tre gli stati, il Mengjiang, il governo provvisorio della ROC (da non confondere con il governo del 1912 con lo stesso nome e bandiera) e il Governo riformato della ROC, vennero fusi nel Governo nazionale riorganizzato della ROC
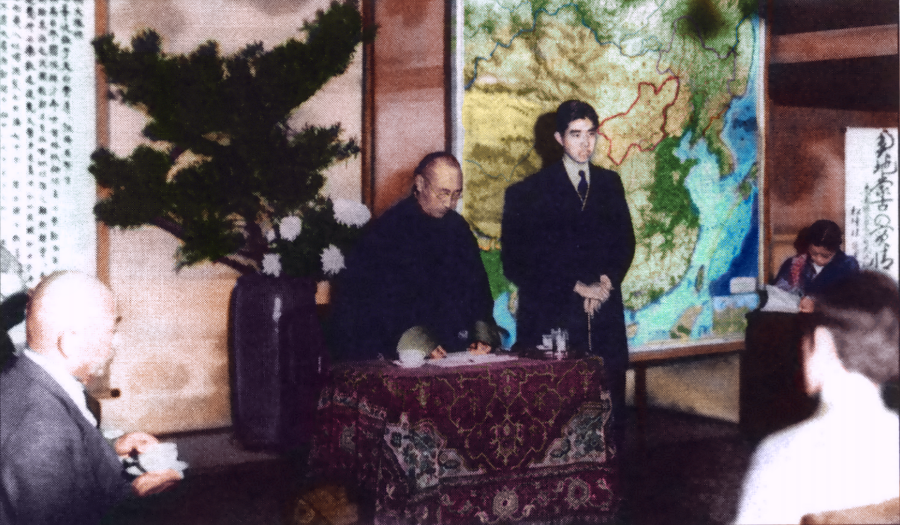
Una conferenza tenuta in Giappone nel 1940 sulla Mongolia Interna e sul Mengjiang, si noti la mappa sullo sfondo con lo stato
Bandiera del governo militare mongolo (1936-1937) e del governo autonomo unito mongolo (1937-1939)
Bandiera del Governo autonomo del Chahar meridionale (1937-1939)
Bandiera del Governo autonomo dello Shanxi settentrionale (1937-1939)

## Politica

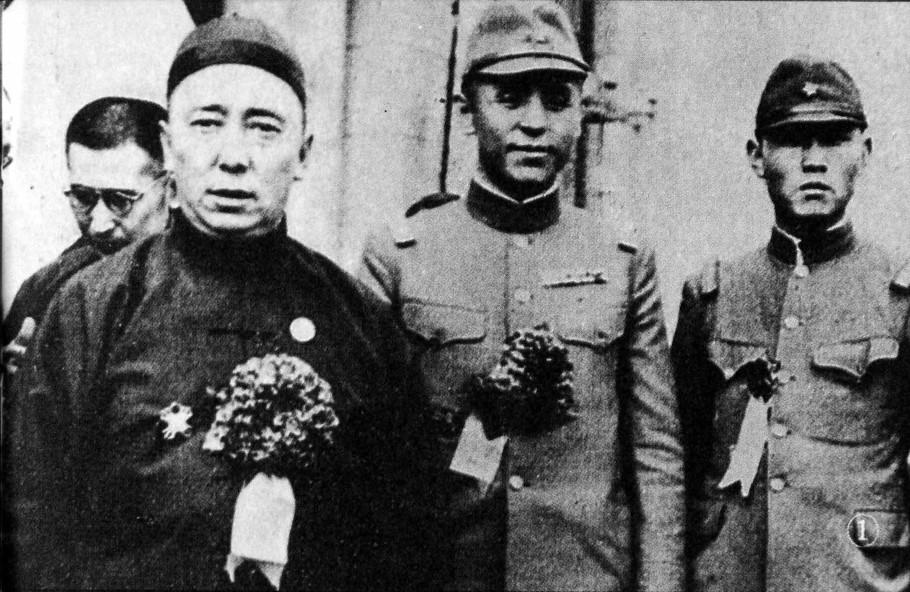
Demchugdongrub (a sinistra)

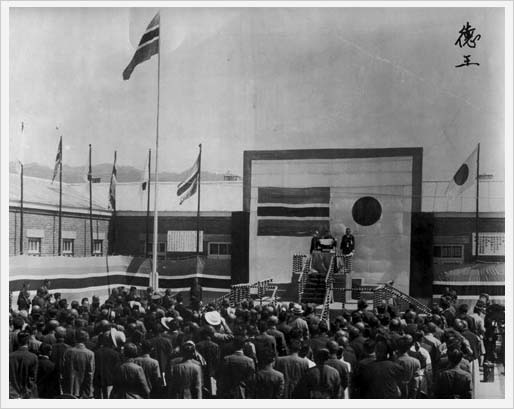
Cerimonia di fondazione del Mengjiang

### Istituzioni
- Famiglia reale mongola
- Accademia Centrale di Kalgan giapponese
- Direzione Generale delle Comunicazioni
- Banca del Mengjiang
- Quartier generale del comando militare mongolo
- Esercito nazionale del Mengjiang
- Governo autonomo unito delle aimag
- Governo autonomo dello Shanxi settentrionale
- Governo autonomo del Chahar meridionale
- Governo autonomo unito del Mengjiang
- Governo amministrativo mongolo uls
- Governo autonomo popolare della Mongolia orientale
- Consiglio politico autonomo della Mongolia Interna (movimento politico mongolo)

## Nome
Mengjiang, che significa "Territori mongoli", deriva dal discorso di accettazione della presidenza di Demchugdongrub: recuperare i territori originariamente di proprietà dei mongoli (收復''蒙''古固有''疆''土)

## Economia

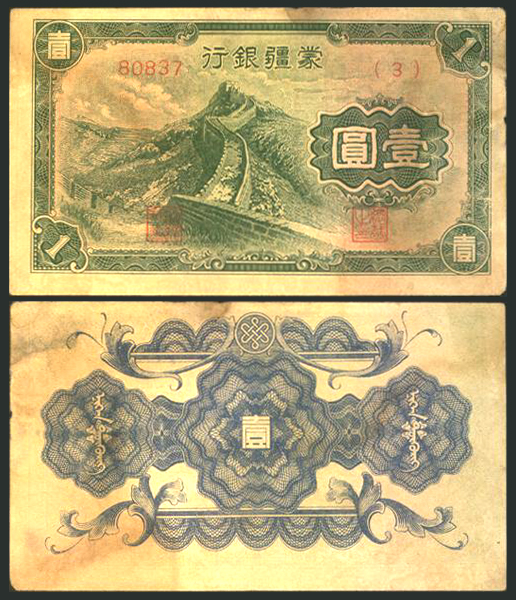
Banconota da uno yuan emessa dalla Banca del Mengjiang, 1940

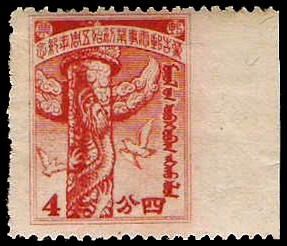
Un francobollo del Mengjiang del 1943

I giapponesi fondarono la Banca del Mengjiang che stampava la sua moneta propria senza anni. Alcuni tradizionali negozi di denaro locali producevano anche valuta con il sistema di numerazione cinese, come l'anno Jiachen (甲辰年), su di essa.
I giapponesi avevano interessi minerari nel loro stato creato del Mengjiang. In un esempio, i giapponesi misero in produzione la miniera di ferro a Xuanhua nel Longyan, con una riserva di 91.645.000 tonnellate nel 1941; ed analizzarono le riserve di carbone in terraferma: una era di 504 tonnellate e un'altra con una produzione potenziale di 202.000 tonnellate (1934).
I giacimenti di ferro del Mengjiang vennero esportati direttamente in Giappone. Allo stesso tempo, i giapponesi cercarono le riserve di carbone di Suiyuan (un altro settore occupato dal Mengjiang), inclusa una di 417 milioni di tonnellate e una con una potenziale estrazione di 58.000 tonnellate nel 1940.

## Forze armate
L'Esercito nazionale del Mengjiang era l'esercito nativo organizzato nel Mengjiang creato dai giapponesi; da non confondere con l'Esercito mongolo. Era un gruppo di forze speciali sotto il comando diretto dell'Armata del Kwantung, con comandanti nativi accanto a ufficiali in comando giapponesi, come in altre sezioni ausiliarie esterne dell'Armata del Kwantung.
Lo scopo dell'esercito era quello di sostenere eventuali operazioni giapponesi contro la Mongolia Esterna (Repubblica Popolare Mongola), o le aree della Cina settentrionale, e di agire come forza di sicurezza locale con le forze di polizia locale. Aveva anche il dovere di proteggere il principe Demchugdongrub, il capo di stato, l'establishment nativo del Mengjiang e le proprietà del governo locale.
L'esercito era equipaggiato con fucili, pistole, mitragliatrici leggere e medie, mortai ed alcuni cannoni d'artiglieria ed antiaerei. Era organizzato come una cavalleria mobile e una forza di fanteria leggera con scarso supporto di artiglieria e nessun carro armato o aereo.

### Storia

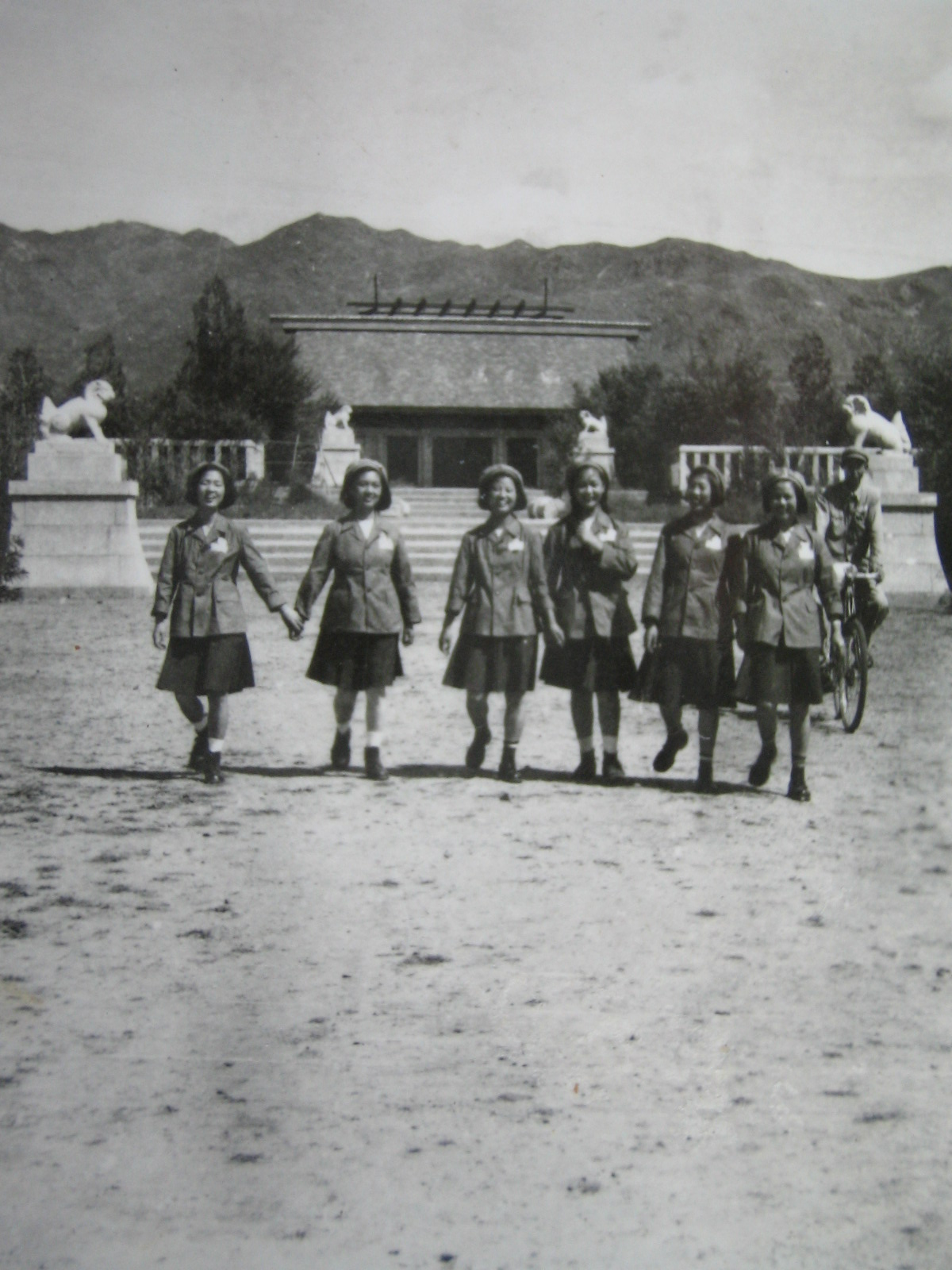
Santuario del Mengjiang a Zhangjiakou, Hebei, negli anni '50

Nel 1936, l'Esercito della Mongolia Interna era armato con fucili Mauser e disponeva di 200 mitragliatrici: principalmente ZB-26 cecoslovacchi ed alcuni mitra Sig. modello 1930 svizzeri per le 1.000 guardie del corpo di Demchugdongdub. Avevano 70 pezzi di artiglieria, per lo più mortai ed alcuni cannoni da montagna e da campo cinesi catturati di una varietà di tipi (rendendo munizioni e pezzi di ricambio un problema). I pochi carri armati e autoblindo vennero catturati da veicoli cinesi con equipaggio giapponese.
Dopo la campagna di Suiyuan, l'Esercito nazionale del Mengjiang venne ricostruito dai resti sconfitti dell'Esercito della Mongolia Interna, le nuove otto divisioni di cavalleria mongola erano forti di 1.500 uomini, in tre reggimenti di 500 uomini. Ogni reggimento doveva avere tre compagnie di sciabola e una compagnia di mitragliatrici di 120 uomini. Tuttavia, queste divisioni in realtà variavano da 1.000 uomini a 2.000 uomini (8ª Divisione).
Nel 1939, le truppe di etnia cinese nelle divisioni mongole vennero raggruppate insieme nella 1ª, 2ª e 3ª Divisione, trasformate nella 1ª, 2ª e 3ª Brigata Ch'ing An Tui della "Forza di pacificazione mongola" ed usate contro vari gruppi di guerriglia.
Nel 1943, la 4ª e la 5ª Divisione mongola vennero unite per formare una nuova 8ª Divisione e le vecchie 7ª e 8ª Divisione formarono la nuova 9ª Divisione. La forza dell'esercito in questo momento era compresa tra 4.000 e 10.000 uomini, tutta la cavalleria e aveva poco equipaggiamento pesante.
Lo stato del Mengjiang aveva anche 5 divisioni di difesa nel 1943, composte da milizie locali e altre forze di sicurezza, nominalmente di tre reggimenti. Apparentemente solo uno di questi reggimenti in ciascuna divisione era in grado di operare. Nel 1944, i giapponesi li riorganizzarono insieme alle guarnigioni di Chahar in quattro divisioni di 2.000 uomini ciascuna.
Alla fine della guerra, un totale di sei divisioni (due di cavalleria e quattro di fanteria), tre brigate indipendenti Ch'ing An Tui e un reggimento delle forze di sicurezza "Pao An Tui" costituivano l'esercito.
L'unica lingua secondaria che poteva essere insegnata nelle scuole era il giapponese, mentre gli studenti erano costretti a rendere omaggio all'imperatore del Giappone e allo shintoismo. Il governo e l'esercito del Mengjiang erano completi burattini dei giapponesi.